# Maggie y la bestia feroz
Maggie y la bestia feroz (en inglés Maggie and the Ferocious Beast) es una serie de dibujos animados estadounidense-canadiense creada por Betty Paraskevas y Michael Paraskevas. La serie se estrenó de aires a las 10:30 a. m. EST/PST tiempo el 10 de junio de 2000 en Nickelodeon's Nick Jr. bloque en los Estados Unidos.
Trata sobre Maggie, una niña de sólo cinco años, siempre con sus amigos, unos peluches que cobran vida, la bestia y Hamilton. La Bestia es un animal feroz, muy suave y agradable, de color amarillo y con lunares morados. Hamilton es un cerdito, un gran cocinero al que le gusta hacer galletas de calabaza. 
La serie fue producida por la cadena de televisión estadounidense-canadiense Nickelodeon y Teletoon.